# Глісер

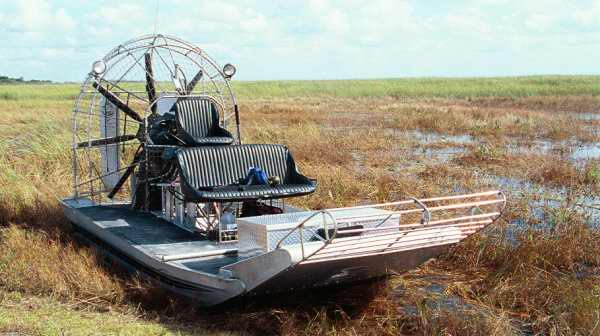
Аероглісер з повітряним гвинтом

Глі́сер (фр. glisseur, від glisser — ковзати) — ковзаючий по поверхні води човен, що приводиться в дію повітряною або водяною тягою. Двигуни на глісерах ставляться авіаційні або нафтові.

## Режим глісування
При русі глісера, за рахунок спеціально спроектованої форми корпусу, що має або плоске днище, або уступи на днище у вигляді ступенів — редани, виникає гідродинамінамічна сила, яка компенсує частину сили тяжіння і викликає загальне значне спливання судна, яке «виходить на редан» (воно як би ковзає по поверхні води — глісуючи). В результаті істотно зменшується площа дотику днища з водою (у спортивних суден в кілька разів), знижується в'язкий опір руху за рахунок зменшення змоченої поверхні і підвищується швидкість ходу.
Цей тип судна/руху дуже чутливий до навантаження. Незначне збільшення навантаження або зміна розваговки може привести до того, що судно не зможе вийти на режим глісування, і продовжить рух у неекономічному водотонажному режимі при числі Фруда близько 1.
На глісери встановлюють легкі двигуни внутрішнього згоряння, газові турбіни. Рушіями служать гребні гвинти, водомети, повітряні гвинти.
Можуть глісувати гідролітаки при зльоті та посадці, легкі вітрильні судна, вітрильні дошки, а також водні лижі, вейкборди, дошки під повітряним змієм.
Ідея створення глісера з'явилася як наслідок вирішення проблеми, яка схожа на проблему подолання звукового бар'єру. При наближенні швидкості судна до швидкості поширення хвилі по воді виходить, що судно безперервно намагається заїхати на ним же створену гірку. Це явище називається хвильовою кризою. Витрата палива зростає в міру зростання швидкості і досягає свого максимуму перед виходом судна на глісування. Нестача потужності і/або невідповідна форма корпусу роблять режим глісування недосяжним. Наприклад, 30-тонному теплоходу «Зоря» для подолання хвильової кризи потрібно двигун потужністю не менше 860 к.с. (Потужність силової установки теплохода — 1000 к.с.). Після виходу на режим глісування цьому теплоходу для руху зі швидкістю 45 км/год достатньо потужності всього лише 330 к.с.
Якщо потужність силової установки достатня для підтримки руху в режимі глісування, але недостатня для подолання хвильової кризи, судно проте може бути виведено в режим глісування. Для цього необхідно встановити силовій установці режим максимальної потужності і змістити центр ваги судна вперед по відношенню до точки прикладання рівнодіючої гіростатичної і гідродинамічної сил (наприклад, переміщенням вантажу, пасажирів, перекачуванням палива або баласту). В результаті дифферент судна на корму зменшиться, що знизить величину хвильового опору і дозволить судну набирати швидкість і перейти в режим глісування. Такий спосіб широко застосовується на моторних човнах.

## Авіакатер
Авіакатер — цей же човен, з тією ж тягою, що й глісер, але відрізняється тим, що не ковзає по поверхні, а має невелику посадку.